# Tofta GIF
Tofta Gymnastik- och Idrottsförening är en förening verksam i Tofta, Varbergs kommun, Hallands län. Föreningen har sin bas med kansli och samlingslokal på Lindvallen i Tofta.

## Historik
Tofta IF bildades år 1937 med huvudinriktning att bilda ett fotbollslag. Tofta Gymnastikförening, som bildades 1935, beslöt 1946 att gå samman med Tofta IF och bildade då föreningen Tofta GIF. År 1967 togs den nuvarande hemmaplanen Lindvallen i bruk, med två fullstora fotbollsplaner, en tennisbana (som 2007 revs till förmån för en mindre fotbollsplan) samt en ishockeyrink. Detta år startades även föreningens första damlag i fotboll. 2007 startades en innebandysektion i föreningen, även kallad Tofta Tigers.
Sedan millennieskiftet har föreningen växt med stora steg. Främst är det ungdomslagen i fotboll som växer, och obekräftade uppgifter säger att föreningen 2012 har kommunens största ungdomsverksamhet. Man har ett pojk- och ett flicklag för nästan varje ålder mellan 6 och 14 år.
Andra verksamheter som under åren förekommit i föreningens regi inkluderar brottning, ishockey och rinkbandy.

## Fotboll

### Herrar
Tofta GIF:s herrlag spelar säsongen 2014 i division 5 norra Halland, efter att 2013 vunnit division 6 norra Halland med 17 segrar och en förlorad match. Tränare är Stefan Hultén, som inför säsongen 2013 tog över efter Giuseppe "Peppe" Furrer. Efter att några säsonger i rad legat i botten av sjättedivisionen har laget över de senaste säsongerna visat bättre resultat. År 2011 slutade man på fjärde och 2012 på femte plats, för att säsongen efter vinna serien.

### Damer
Tofta GIF:s damlag huserar säsongen 2014 i division 2 Halland, efter att 2013 kvalat sig upp från division 3 norra Halland. Tränare för laget är sedan ett flertal år tillbaka den f d landslagsspelaren Bengt Andersén.

## Innebandy
Den relativt nystartade innebandysektionen innehåller ett tiotal lag för pojkar eller flickor i åldrar mellan 6 och 13 år. Man håller till i gymnastiksalar främst i centrala Varberg.